# 北口 (甲府市)
北口（きたぐち）は山梨県甲府市の地名。現行行政町名では北口一丁目から北口三丁目。住居表示実施済み区域。郵便番号は400-0024。

## 地理
甲府市街地の中央部に位置し、朝日、武田、宮前町、元紺屋町、愛宕町、丸の内に隣接している。甲府盆地北縁の山裾から南流する相川扇状地の扇端部にあたる。
山梨日日新聞社や山梨放送などがある山梨文化会館、セインツ.25をはじめとする中高層マンションが数棟、ビジネスホテルが数軒、それにいくつかの商店があり、甲府駅南口に位置する丸の内地区や中央地区と比較するとおとなしい街並みである。なお、旧甲府機関区ヤード跡付近に位置する中央消防署や甲府地方合同庁舎、NHK甲府放送局は甲府駅北口に位置するが住居表示は丸の内である。
甲府駅北口の再開発事業にともなって、地区内にあった県有施設や雑居ビルが撤去され、2012年には山梨文化会館となりに山梨県立図書館が移転した。

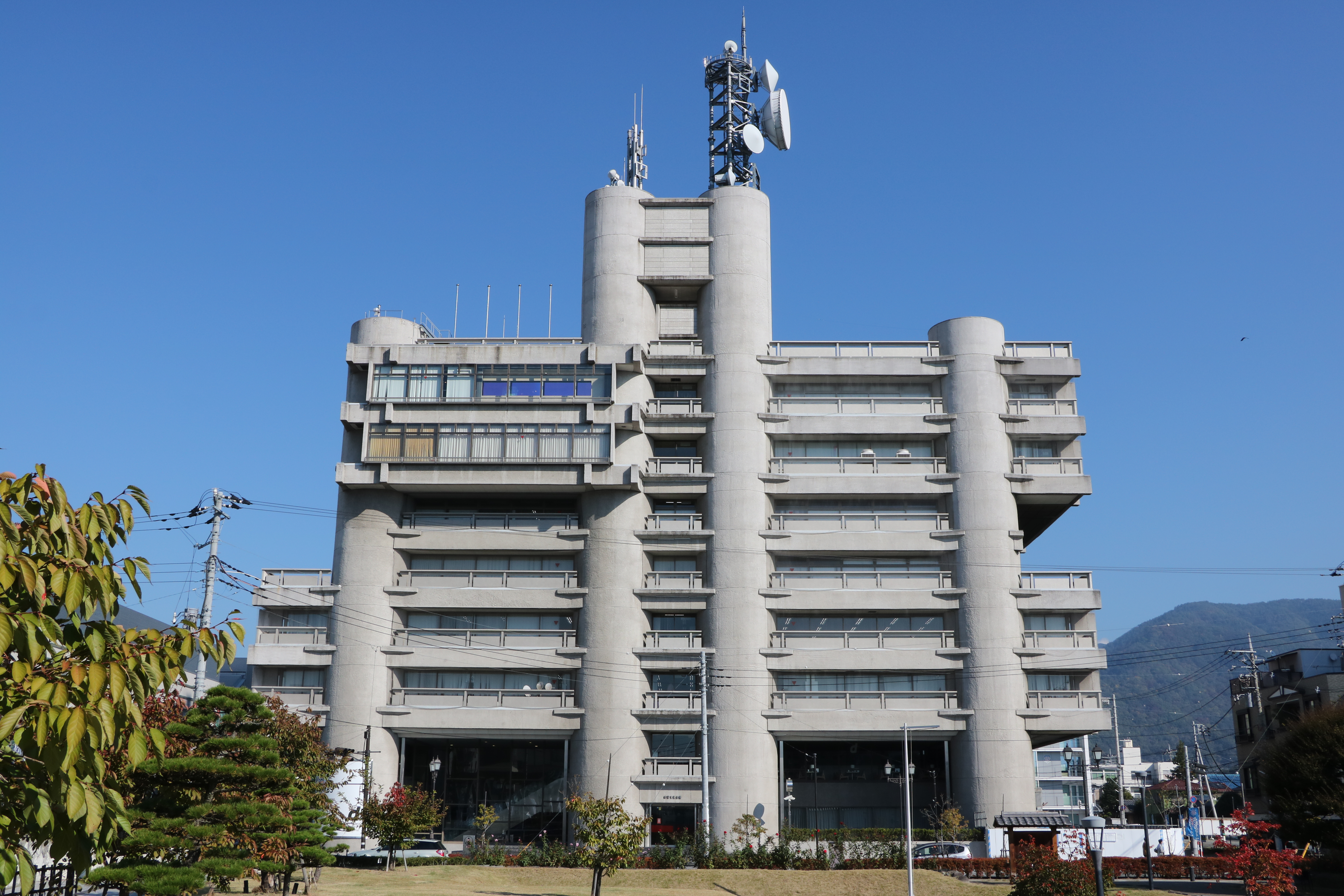
山梨文化会館
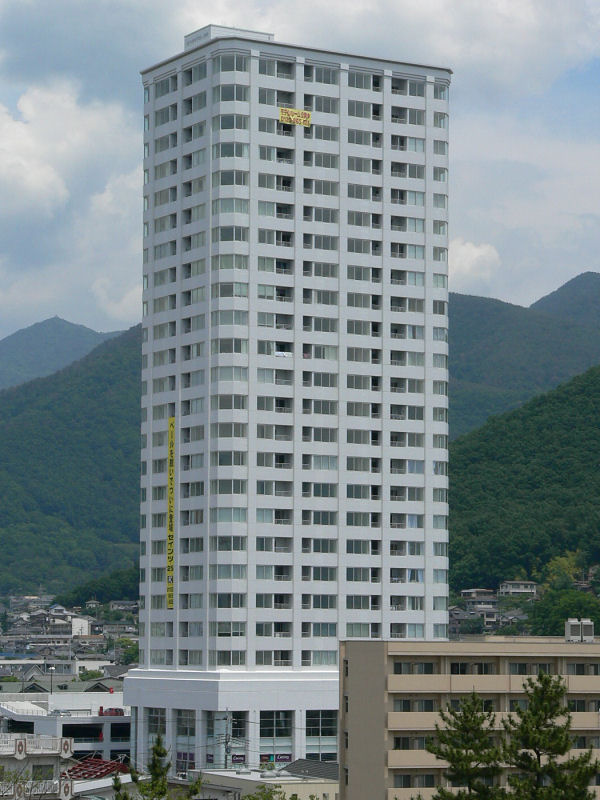
セインツ.25
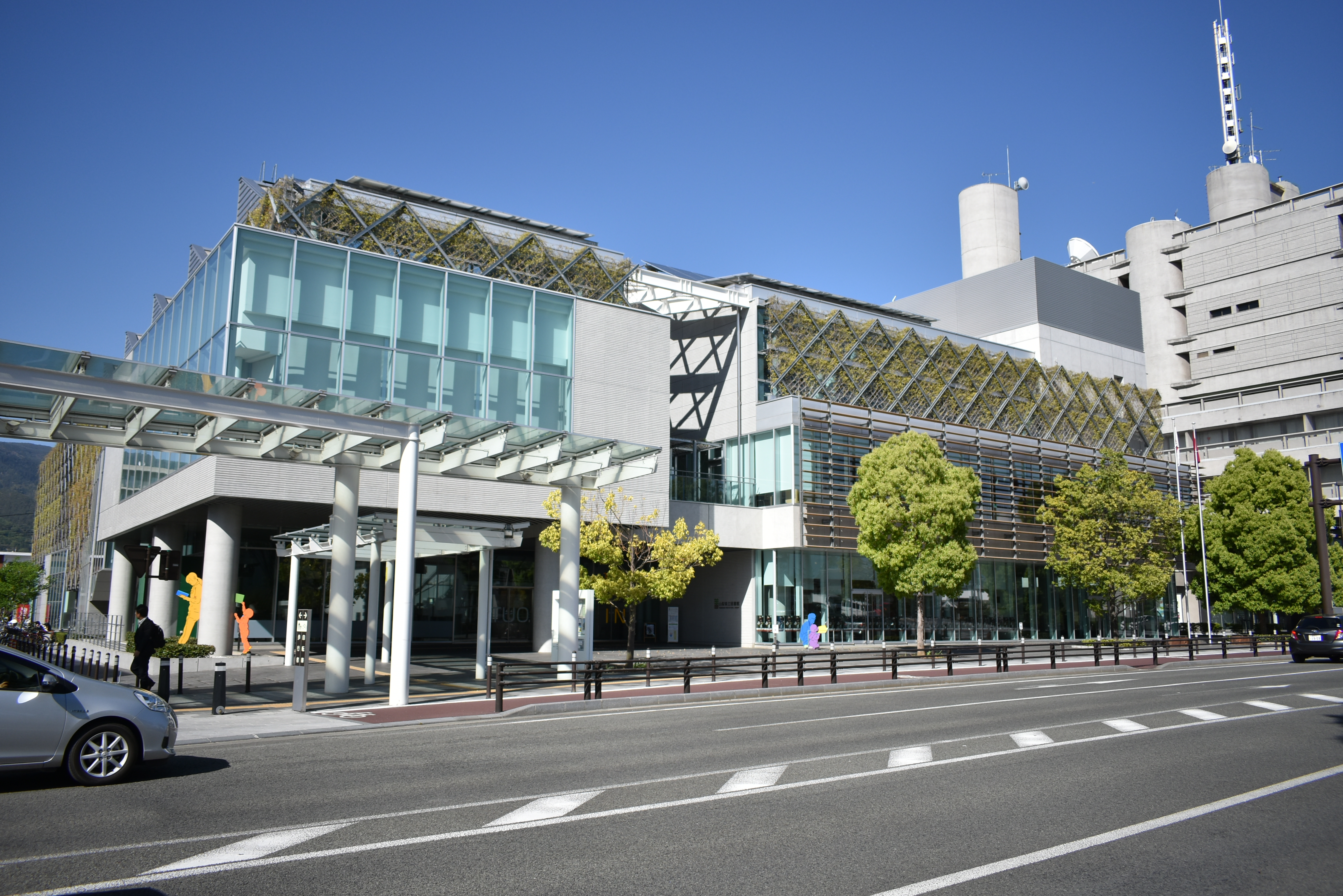
山梨県立図書館

## 歴史的景観

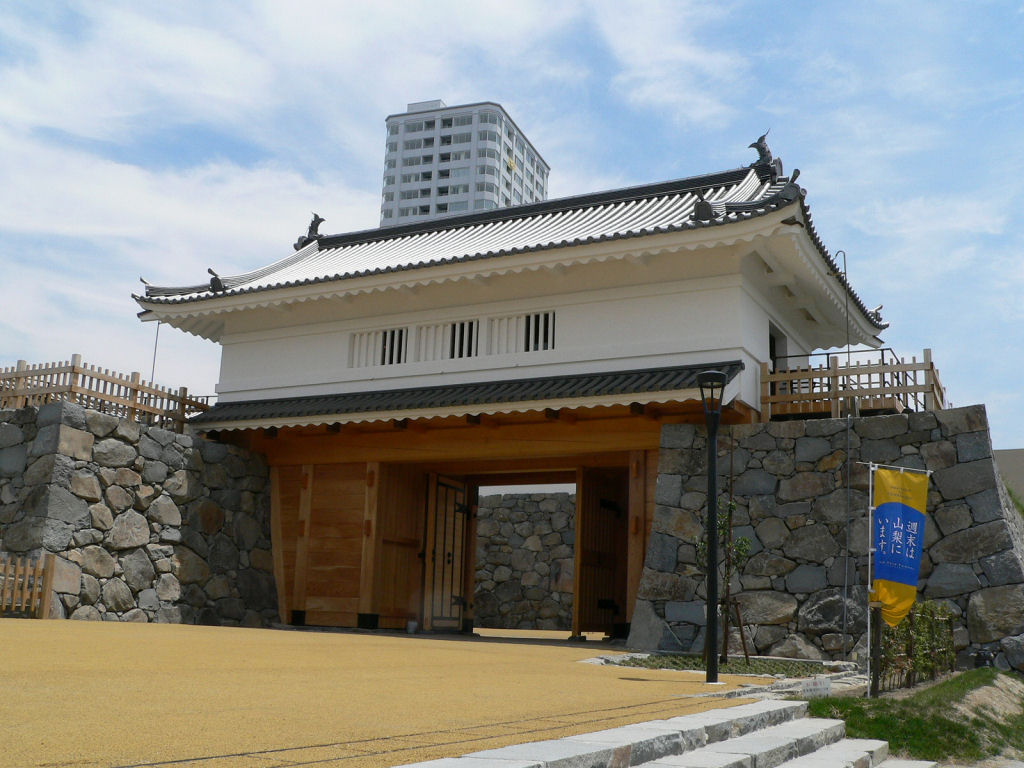
復元された甲府城山手門

甲府盆地北縁の山裾から南流する相川扇状地の扇端部にあたり湧水もあることから近辺には塩部遺跡（甲府市塩部）など古墳時代の集落遺跡が存在し、北口地域ではS字状口縁付台甕（S字甕）などの遺物は散在的に確認されているが、先史・古代から中世期に至るまで集落の存在は不明。
戦国期には甲斐守護武田氏により古府中町に築かれた躑躅ヶ崎館（武田氏居館跡）を中心に甲府城下町（古府中）が形成されるが、北口は城下町の南端にあたり、甲府城下町遺跡の発掘調査では墓域などが検出されている。
江戸時代には独立丘陵である一条小山（丸の内一丁目）に甲府城が築城され、北口地域は内堀で囲郭された内城区域から二ノ丸で囲郭された武家地、三ノ堀に囲郭された町人地の一部にあたる。北口区域には内城から武家地へ通じる甲府城北側の山手門や柳沢城主時代の家老薮田重守の屋敷地、甲府勤番山手役宅や甲府藩士・甲府勤番士の武家屋敷が分布していた。柳沢家老屋敷や甲府勤番役宅の所在地は不明であるが、山手門は所在地が比定されており、甲府市歴史公園の整備に伴い復元されている。
明治初期には武家地が払い下げられ、内堀が埋め立てられた。甲府城域は官公庁用地として開発され、桜小路、先手小路、森下小路がそれぞれ弥生町、水門町、日向町と改められる。また、町人地であった御納戸町や愛宕町、元城屋町の一部も含む。明治初期には県庁主導の殖産興業政策で勧業製糸場が設置された。
1962年（昭和37年）の新住居表示整備都市に指定された時に現在の地名となった。

## 世帯数と人口
2018年（平成30年）8月31日現在の世帯数と人口は以下の通りである。
| 丁目      | 世帯数  | 人口    |
| --------- | ------- | ------- |
| 北口1丁目 | 271世帯 | 486人   |
| 北口2丁目 | 54世帯  | 97人    |
| 北口3丁目 | 281世帯 | 545人   |
| 計        | 606世帯 | 1,128人 |

## 小・中学校の学区
市立小・中学校に通う場合、学区は以下の通りとなる。
| 丁目      | 番・番地等 | 小学校               | 中学校             |
| --------- | ---------- | -------------------- | ------------------ |
| 北口1丁目 | 全域       | 甲府市立新紺屋小学校 | 甲府市立北東中学校 |
| 北口2丁目 | 全域       | 甲府市立新紺屋小学校 | 甲府市立北東中学校 |
| 北口3丁目 | 全域       | 甲府市立新紺屋小学校 | 甲府市立北東中学校 |